# Bank Śląski – Banque de Silésie
Bank Śląski – Banque de Silésie SA – bank powstały w 1922 roku jako polsko-francuska spółka z siedzibą w Katowicach przy ul. 3 Maja 9. Kapitał założycielski wynosił 250 milionów marek niemieckich. 50% udziałów wniosła strona polska: grupa banków komercyjnych z Bankiem Handlowym w Warszawie SA na czele oraz rząd reprezentowany przez państwowy Bank Gospodarstwa Krajowego. Kapitał francuski reprezentowały dwie spółki przemysłowe i cztery banki, m.in. Société Générale.
Statutowym celem banku było w szczególności wspieranie handlu i przemysłu na woj. śląskiego oraz rozwój handlu między woj. śląskim a innymi województwami. Bank został zlikwidowany w 1934 roku.